# Callegari (cognome)
Callegari è un cognome di lingua italiana.

## Varianti
Cagliari, Cagliarotti, Caglieri, Caglierotti, Calgari, Calgaro, Caliari, Caligari, Caliri, Callegarini, Callegaris, Callegaro, Callegher, Callierotti, Calligari, Calligaris, Calligaro, Calzolai, Calzolari, Galligai, Galligari.

## Origine e diffusione
Cognome tipicamente panitaliano, è presente prevalentemente in Italia centro-settentrionale.
Potrebbe derivare da un mestiere medioevale, dal latino caliga, "scarpa". È affine al cognome tedesco Sutter e all'omonimo cognome italiano.
Le varianti Callegher, Cagliarotti, Caglierotti, Callierotti e Galligari sono del Triveneto; Galligai e Calzolai sono toscani; Callegaro è ligure e piemontese; Calzolari è centro-settentrionale.

## Persone
- Daniele Callegari – direttore d'orchestra italiano
- Giacomo Callegari – calciatore italiano
- Gian Paolo Callegari – giornalista, scrittore, regista e sceneggiatore italiano